# Arjeplogs tingslag
Arjeplogs tingslag (före en tidpunkt omkring 1940  benämnt Arjeplogs lappmarks tingslag) var ett tingslag i Norrbottens län i mellersta Lappland. Arjeplogs tingslagsområde låg i Pite lappmark. Ytan var 1934  14 665 km², varav land 12 967 och där fanns då 3 944 invånare. Tingsställe var Arjeplogs kyrkby.
Tingslaget upplöstes 1942 och verksamheten överfördes till Arvidsjaurs och Arjeplogs tingslag.
Tingslaget hörde till 1720 till Västerbottens lappmarkers domsaga, 1720-1742 Södra lappmarkens domsaga, 1742-1820 Västerbottens södra kontrakts domsaga, 1821-1831 till Lappmarksjurisdiktionens domsaga, 1832-1876 till  Västerbottens norra domsaga och från 1877 till Piteå domsaga

## Socknar
Arjeplogs tingslag bestod av följande socknar:
- Arjeplogs socken